# Folopa (taal)
Folopa (Foraba, Podoba, Podopa, Polopa; ISO 639-3: ppo) is één van de ruim 800 Papoeatalen van Papoea-Nieuw-Guinea. Folopa is, nauwkeuriger, een Teberan-taal uit de grote Trans-Nieuw-Guinese taalfamilie, die wordt gesproken door alle ongeveer 3000 Folopa’s in Papoea-Nieuw-Guinea in de provincies  Gulf en Southern Highlands, verspreid over twintig dorpen, de meeste met hun eigen dialect.
Net als de andere Nieuw-Guinese talen wordt het Folopa geschreven in Latijns schrift.
Folopa is een toontaal. Ze is rijk aan wrijfklanken en nasalen. Werkwoorden komen aan het einde van een zin(sdeel) en het onderwerp wordt doorgaans achterwege gelaten.
- Nationale Bibliotheek van Israël: 987007551451205171